# Ejido San Agustín Mextepec
Ejido San Agustín Mextepec är en ort i kommunen San Felipe del Progreso i delstaten Mexiko i Mexiko. Samhället hade 577 invånare vid folkräkningen 2020.